# Синекдоха
Сине́кдоха (грец. συνεκδοχή — «співвідношення») — різновид метонімії, що базується на кількісному співставленні предметів та явищ. Вживання однини у значенні множини і навпаки, визначеного числа замість невизначеного, видового поняття замість родового тощо.
Як кидалась ти на списи, на луки
Пунійська Львице, яросте Ваала!
(Олег Ольжич).
Татарин зайшов на Руську землю.
Як прийом творення словесного образу синекдоха відома з античності. Наприклад, Квінтіліан виокремлював шість її видів. Належну увагу вивченню синекдохи приділяли в Києво-Могилянській академії: автор київської поетики «Lyra» дає їй таке визначення: «Синекдоха, або догадка — це розуміння однієї речі на основі іншої, між якими існує природний і суттєвий зв'язок». За М. Довгалевським, синекдоха — пізнання якоїсь речі, побудоване на здогадах; у «Hortus poёticus» він наводить вісім різновидів означеного художнього засобу.

## Види синекдохи
1. Частина замість цілого (лат. pars pro toto): «Голова моя козацькая! Бувала ти у землях турецьких» 
(народна дума).«голова» для позначення особи.
2. Ціле замість частини (лат. totum pro parte), наприклад, використання назви частини світу «Америка» у значенні ‘США’.
3. Родова назва замість видової: Я б не лишила тебе в самотині, 
 Країно моя!
 (Леся Українка).«країна» замість «Україна».
4. Видова назва замість родової: Сини Міцкевича, Словацького, Шопена, сини Коперніка
 (М. Рильський).«сини певних представників народу» у значенні ‘народ’.
5. Однина замість множини: «І на оновленій землі 
Врага не буде, супостата. 
А буде син і буде мати» (Т. Шевченко)«враг», «син і мати» в значенні ‘вороги’, ‘сини та матері, тобто народ’.
6. Множина замість однини.

М. Довгалевський також додає ще два різновиди синекдохи:
1. Матеріал замість речі: Суремна мідь співає з-над Дністра 
(М. Бажан «Данило Галицький»)«мідь» у значенні ‘сурми’.
2. Причина замість наслідку.

Найуживанішими є три види синекдохи: вживання частини замість цілого, однини замість множини та виду замість роду.